# Sarcophaga praedo
Sarcophaga praedo är en tvåvingeart som först beskrevs av Walker 1849.  Sarcophaga praedo ingår i släktet Sarcophaga och familjen köttflugor. Inga underarter finns listade i Catalogue of Life.